# Piperileno
Se denomina en química piperileno a un hidrocarburo producido en la destilación del hidrato de trimetilpiperilamonio que lo produce al descomponerse, ya que calentando el citado hidrato se descompone bien pronto y da su molécula, al escindirse, alcohol metílico, dimetilpiperidina y el hidrocarburo objeto del citado artículo, piperileno:
- En estado líquido carece de color
- Su punto de ebullición es de 42°

## Bromo
Cuando el piperileno se mezcla con el bromo ya en frío produce viva y enérgica acción y sus resultados son variados productos, siendo el más importante de ellos y el que mejor se aísla y conoce el tetrabromuro de piperileno, cuerpo sólido C5H8Br4.

## Koenigs y Ladenburg
El matemático y físico Gabriel Koenigs dio un símbolo para la piperidina, que dio la forma la del piperileno; pero no con formándose esa manera de representar su molécula con la facilidad de producir su tetrabromuro, le dio el químico alemán Albert Ladenburg la siguiente fórmula CH2 = CH - CH2 - CH = CH2, según:
- Los resultados de sus análisis
- Con las reacciones y metamorfosis de que es susceptible el piperileno

Alguna obra de los autores citados:
- Koenigs:
  - Mémoire sur les courbes conjuguées dans le mouvement relatif le plus général de deux corps solides, París, 1910.
  - Sur une généralisation du théoreme de Fermat..., París, 1884.
- Ladenburg:
  - Die Entwickelung der Chemie.., Stugartt, 1900.
  - Über die Konstitution und die Metamorphosen der chemischen Verbindungen...., Leipzig, 1904.

## Piperidina
La piperidina (artículo desarrollado piperidina) es un alcalí orgánico derivado de la piperina, alcaloide natural que se encuentra formado en varias especies de pimienta descubierto por Hans Christian Ørsted en 1819 (Rúgheimch lo consiguió formar calentando una disolución de piperidina en la bencina con cloruro pipérico), en varias y distintas reacciones:
- La acción de la potasa y la del ácido nítrico cuando se prolonga durante largo tiempo.
- Actuando sobre la piperidina el hidrógeno naciente, producido por medio del ácido clorhídrico y el zinc.
- Reaccionando el sodio con la misma piperidina en disolución alcohólica.

## Ácido pipérico
Producto formado hirviendo el alcaloide denominado piperina con la potasa caústica que entonces se desdobla en ácido pipérico y piperidina, cuerpo sólido y cristaliza en finísimas agujas de color amarillento, y el médico y profesor de química de la Escuela Politécnica de París Édouard Grimaux consignó una serie de notables reacciones del citado ácido (alguna obra de Grimaux: Chimie inorganique...., París, 1910), y Foster simplificó el método de su obtención.

## Valerinelo
Es otro hidrocarburo semejante al piperileno, incoloro y muy movible y se combina como éste con el bromo para dar dos series de compuestos:
- Unos mediante sustitución regular
- Los otros por meras adiciónes